# Snowboard-Europacup in Hochfügen
Der Snowboard-Europacup in Hochfügen gehört seit der Saison 2009/10 zum Snowboard-Europacup. Er wird vom Internationalen Skiverband (FIS) und von Alexander Behounek vom Bayerischen Skiverband veranstaltet. Die Rennen werden im Skigebiet Hochfügen im Gelände Lamarklifte ausgetragen.

## Geschichte
Der Snowboard Verband Deutschland (SVD) hat den Bayerischen Skiverband und den Ski-Club Rosenheim beauftragt neben den Deutschen Meisterschaften und den Bayerischen Meisterschaften auch internationale Wettbewerbe zu veranstalten. So wurde Ende November 2009 der erste Snowboard-Europacup in Hochfügen veranstaltet. In den Saisons 2011/12 und 2012/13 mussten die Wettbewerbe wegen Schneemangel ausfallen.

## Ergebnisse

### Damen
| Auflage | Saison  | Disziplin            | Sieger                                                  | Zweiter                                                 | Dritter                                                 |
| ------- | ------- | -------------------- | ------------------------------------------------------- | ------------------------------------------------------- | ------------------------------------------------------- |
| 01      | 2009/10 | Parallelriesenslalom | Selina Jörg                                             | Ina Meschik                                             | Jagna Marczułajtis                                      |
| 02      | 2010/11 | Parallelriesenslalom | Nicolien Sauerbreij                                     | Patrizia Kummer                                         | Anke Karstens                                           |
| 03      | 2011/12 | Parallelslalom       | Wegen Schneemangel musste der Wettkampf abgesagt werden | Wegen Schneemangel musste der Wettkampf abgesagt werden | Wegen Schneemangel musste der Wettkampf abgesagt werden |
| 04      | 2012/13 | Parallelslalom       | Wegen Schneemangel musste der Wettkampf abgesagt werden | Wegen Schneemangel musste der Wettkampf abgesagt werden | Wegen Schneemangel musste der Wettkampf abgesagt werden |
| 05      | 2013/14 | Parallelriesenslalom | Jekaterina Tudegeschewa                                 | Selina Jörg                                             | Nathalie Desmares                                       |
| 05      | 2013/14 | Parallelriesenslalom | Anke Karstens                                           | Ina Meschik                                             | Jekaterina Chatomtschenkowa                             |
| 06      | 2015/16 | Parallelriesenslalom | Selina Jörg                                             | Julie Zogg                                              | Ina Meschik                                             |
| 06      | 2015/16 | Parallelriesenslalom | Selina Jörg                                             | Jekaterina Tudegeschewa                                 | Ina Meschik                                             |
| 07      | 2016/17 | Parallelriesenslalom | Jelisaweta Salichowa                                    | Patrizia Kummer                                         | Jekaterina Tudegeschewa                                 |
| 07      | 2016/17 | Parallelriesenslalom | Jekaterina Tudegeschewa                                 | Selina Jörg                                             | Patrizia Kummer                                         |
| 08      | 2017/18 | Parallelriesenslalom | Ladina Jenny                                            | Jekaterina Tudegeschewa                                 | Selina Jörg                                             |
| 08      | 2017/18 | Parallelriesenslalom | Sabine Schöffmann                                       | Ladina Jenny                                            | Emi Sato                                                |

### Männer
| Auflage | Saison  | Disziplin            | Sieger                                                  | Zweiter                                                 | Dritter                                                 |
| ------- | ------- | -------------------- | ------------------------------------------------------- | ------------------------------------------------------- | ------------------------------------------------------- |
| 01      | 2009/10 | Parallelriesenslalom | Lukas Mathies                                           | Aaron March                                             | Tyler Jewell                                            |
| 02      | 2010/11 | Parallelriesenslalom | Roland Fischnaller                                      | Edwin Coratti                                           | Tyler Jewell                                            |
| 03      | 2011/12 | Parallelslalom       | Wegen Schneemangel musste der Wettkampf abgesagt werden | Wegen Schneemangel musste der Wettkampf abgesagt werden | Wegen Schneemangel musste der Wettkampf abgesagt werden |
| 04      | 2012/13 | Parallelslalom       | Wegen Schneemangel musste der Wettkampf abgesagt werden | Wegen Schneemangel musste der Wettkampf abgesagt werden | Wegen Schneemangel musste der Wettkampf abgesagt werden |
| 05      | 2013/14 | Parallelriesenslalom | Michael Lambert                                         | Alexander Bergmann                                      | Aaron March                                             |
| 05      | 2013/14 | Parallelriesenslalom | Michael Lambert                                         | Stanislaw Detkow                                        | Alexander Payer                                         |
| 06      | 2015/16 | Parallelriesenslalom | Radoslaw Jankow                                         | Andreas Prommegger                                      | Nevin Galmarini                                         |
| 06      | 2015/16 | Parallelriesenslalom | Radoslaw Jankow                                         | Andrei Sobolew                                          | Alexander Payer                                         |
| 07      | 2016/17 | Parallelriesenslalom | Sylvain Dufour                                          | Lee Sang-ho                                             | Dmitri Sarsembajew                                      |
| 07      | 2016/17 | Parallelriesenslalom | Sylvain Dufour                                          | Lee Sang-ho                                             | Andrei Sobolew                                          |
| 08      | 2017/18 | Parallelriesenslalom | Lee Sang-ho                                             | Sylvain Dufour                                          | Maurizio Bormolini                                      |
| 08      | 2017/18 | Parallelriesenslalom | Michał Nowaczyk                                         | Alexander Payer                                         | Sangkyum Kim                                            |